# Pallenopsis tumidula
Pallenopsis tumidula är en havsspindelart som beskrevs av Loman, J.C.C. 1923. Pallenopsis tumidula ingår i släktet Pallenopsis och familjen Phoxichilidiidae. Inga underarter finns listade i Catalogue of Life.